# Босния и Герцеговина на зимних Олимпийских играх 1994
Босния и Герцеговина принимала участие в Зимних Олимпийских играх 1994 года в Лиллехамере (Норвегия) в первый раз за свою историю, но не завоевала ни одной медали. Сборная страны состояла из 10 спортсменов (8 мужчин, 2 женщины), которые выступили в соревнованиях по горнолыжному спорту, бобслею, лыжным гонкам и санному спорту.

## Результаты соревнований

### Горнолыжный спорт
Мужчины
| Соревнование      | Спортсмены        | 1 спуск | 2 спуск | Всего | Место |
| ----------------- | ----------------- | ------- | ------- | ----- | ----- |
| Гигантский слалом | Энис Бечирбегович | DNF     |         | DNF   | —     |

Женщины
| Соревнование | Спортсмены   | 1 спуск | 2 спуск | Всего   | Место |
| ------------ | ------------ | ------- | ------- | ------- | ----- |
| Слалом       | Арияна Борас | 1:10,92 | 1:07,80 | 2:18,72 | 27    |

### Бобслей
Мужчины
| Соревнование | Спортсмены                                                 | 1 заезд | 2 заезд | 3 заезд | 4 заезд | Результат | Место |
| Двойки       | Здравко Стойнич, Зоран Соколович                           | 54,76   | 54,83   | 54,82   | 54,66   | 3:39,07   | 33    |
| Четвёрки     | Зоран Соколович, Изет Харачич, Низар Зацирагич, Игор Борас | 54,77   | 54,80   | 55,10   | 55,10   | 3:39,77   | 29    |

### Лыжные гонки
Мужчины
Дистанция
| Соревнование              | Спортсмен   | Результат | Место |
| ------------------------- | ----------- | --------- | ----- |
| 10 км классическим стилем | Беким Бабич | 30:44,3   | 84    |
| 15 км свободным стилем    | Беким Бабич | 53:23,6   | 74    |

### Санный спорт
Мужчины
| Соревнование | Спортсмены      | 1 заезд | 2 заезд | 3 заезд | 4 заезд | Результат | Место |
| Одиночки     | Неджад Ломигора | 53,254  | 53,126  | 54,725  | 53,023  | 3:34,128  | 31    |

Женщины
| Соревнование | Спортсмены        | 1 заезд | 2 заезд | 3 заезд | 4 заезд | Результат | Место |
| Одиночки     | Верона Марьянович | 50,856  | 51,707  | 51,365  | 51,121  | 3:24,779  | 23    |